# ミンテインカ
ミンテインカ（ビルマ語:  မင်းသိင်္ခ、ラテン文字表記:Min Theinkha、1939年6月25日 - 2008年8月1日）は、ミャンマーの作家、占い師、神秘主義者。政治犯として収容されていたこともある。

## 略歴
高校中退後、鉄道職員、軍人、米商人、露天商などを経て1970年代に作家生活に入る。代表作に「土星の男　マウンマウン」「ルビーの雨」「マヌサーリー」など。映画化作品も多い。占星術師・超能力研究家としても知られる。60年代に反政府デモに参加し、6年間の投獄経験を持つ。

## 日本語訳著書
- 「マヌサーリー」（高橋ゆり訳、2004年、てらいんく）